# Grimmia lawiana
Grimmia lawiana är en bladmossart som beskrevs av J. H. Willis in Filson 1966. Grimmia lawiana ingår i släktet grimmior, och familjen Grimmiaceae. Inga underarter finns listade i Catalogue of Life.